# Aristolochia grandiflora
Aristolochia grandiflora é uma espécie de planta trepadeira da família das aristoloquiáceas conhecida popularmente como jarrinha. A planta está descrita na Flora Brasiliensis de Martius..

## Descrição
A Aristolochia grandiflora traz flores com até 75 centímetros de cima até embaixo; geralmente marrom no centro, possui odor desagradável e têm uma cauda longa e fina a partir da base da flor.

## Galeria

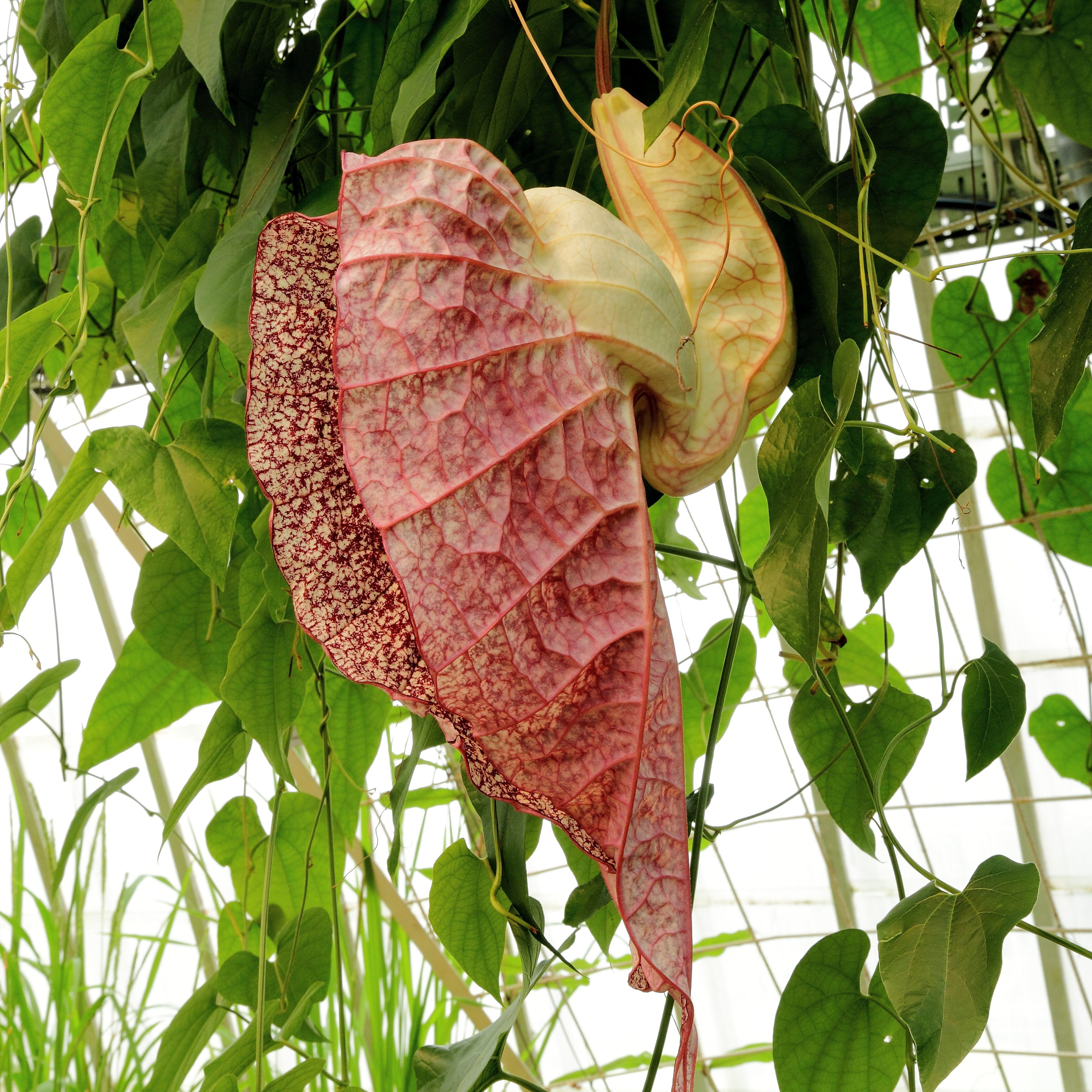
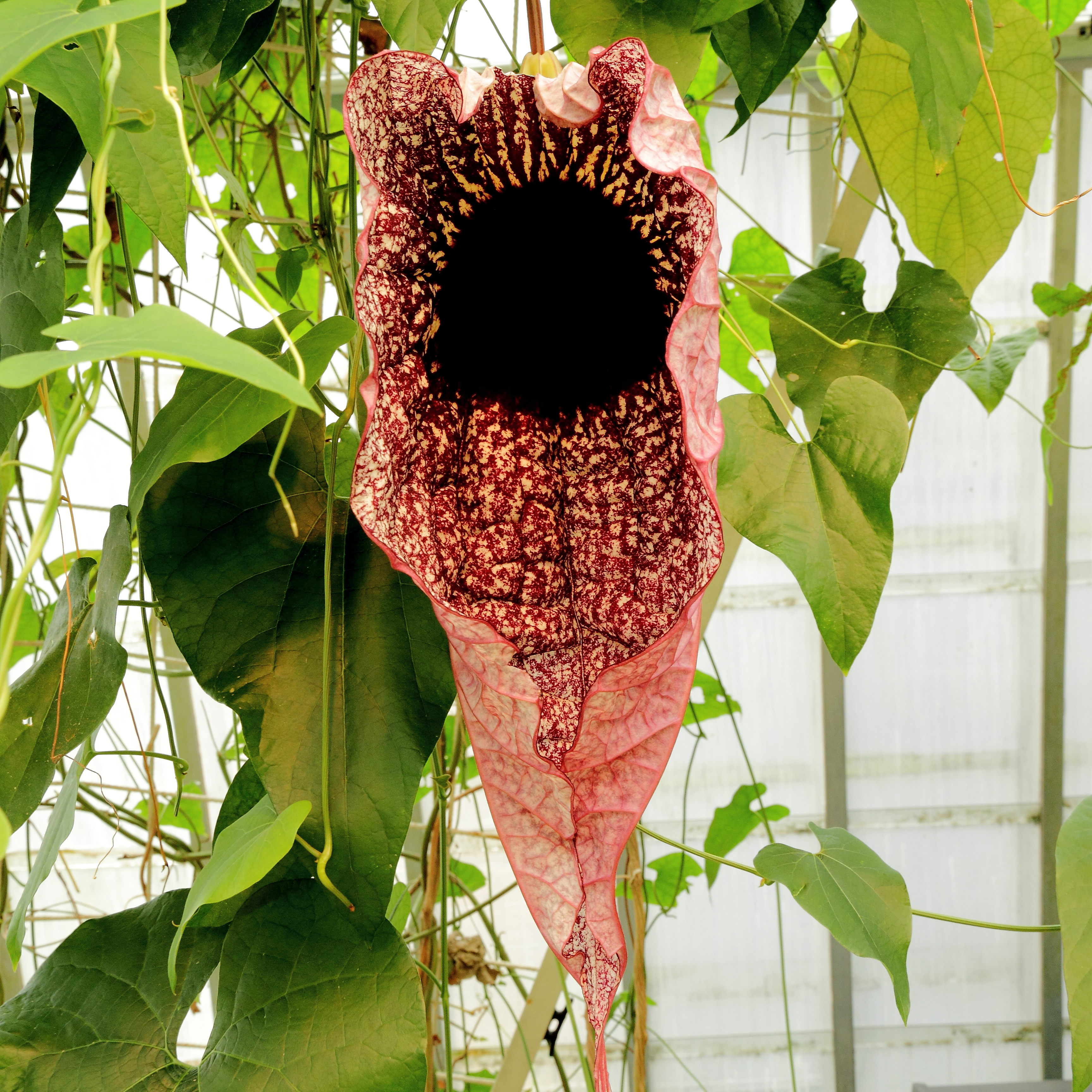
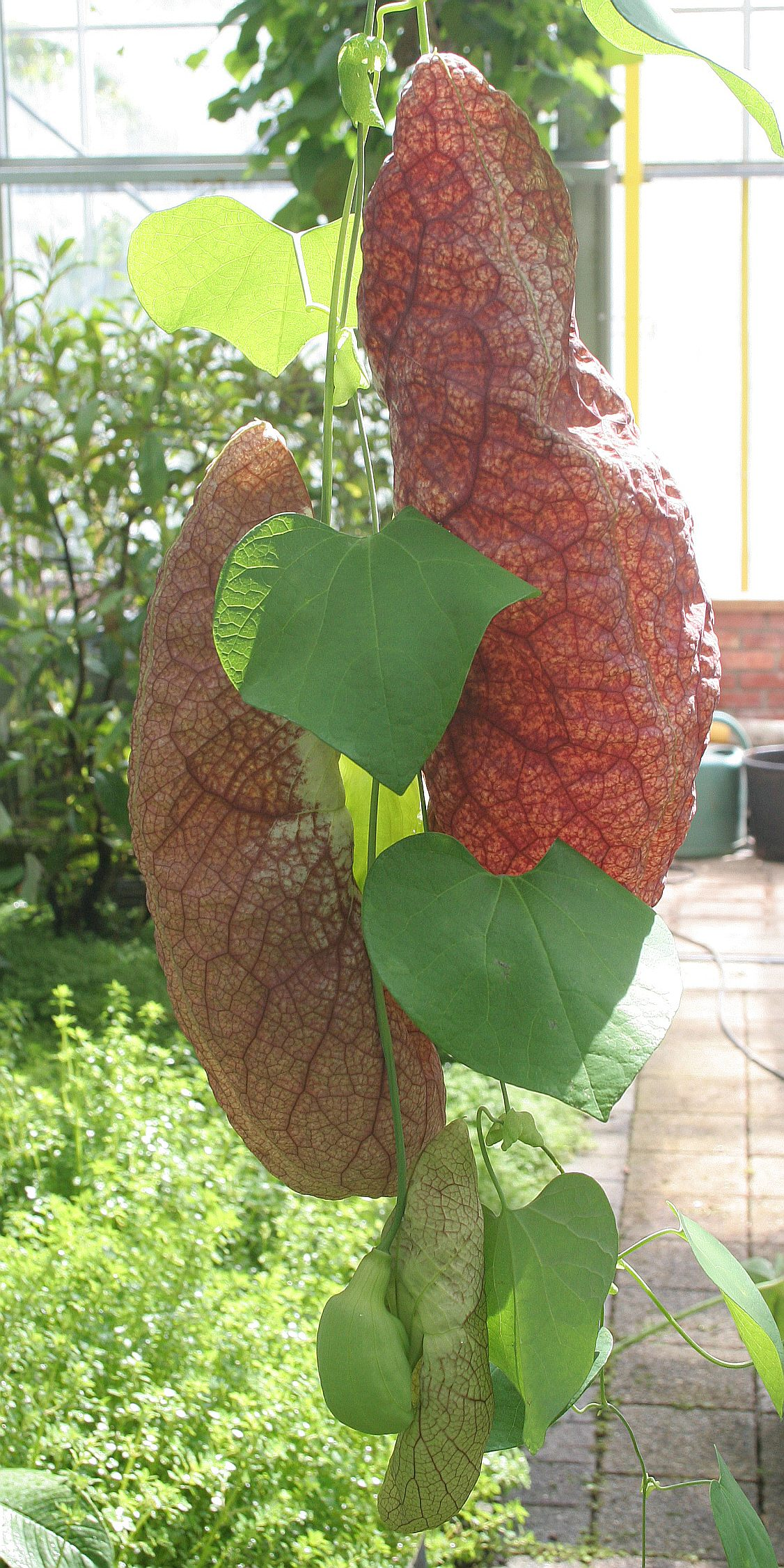